# Irlandia na Letniej Uniwersjadzie 2007
Irlandię na Letniej Uniwersjadzie w Bangkoku reprezentowało  zawodników. Irlandczycy zdobyły 3 medale (1 złoty, 2 srebrne).

## Medale

### Złoto
- Danielle Mc Veigh - golf, indywidualnie

### Srebro
- Danielle Mc Veigh, Niamh Kitching, Gillian O’Leary - golf, drużynowo
- Eileen O’Keeffe - lekkoatletyka, rzut młotem